# Феррейра, Жозе Надсон
Жозе́ На́дсон Ферре́йра  (порт.-браз. José Nadson Ferreira, 18 октября 1984 в Убаитабе) — бывший бразильский футболист, выступал на позиции защитника.

## Карьера
Выпускник бразильской команды «Португеза Деспортос». В 2006 году он переехал в «Шериф». В 2011 году он был отдан в аренду в «Генк», который решил приобрести Надсона после срока.
В 2013 году перешёл в «Крылья Советов», дебютировал 14 сентября в матче против «Краснодара».

## Достижения
«Шериф»
- Чемпион Молдавии (2): 2006/07, 2007/08
- Обладатель Кубка Молдавии (1): 2007/08
- Обладатель Суперкубка Молдавии (1): 2007

 «Генк»
- Чемпион Бельгии (1): 2010/11
- Обладатель Кубка Бельгии (1): 2012/13